# Mileniul al VIII-lea î.Hr.
Al optulea mileniu î.e.n. a durat din anul 8000 î.e.n. până în anul 7001 î.e.n.

## Evenimente
- c. 8000 î.e.n.—Populația Pământului: 5.000.000.[1]